# Salamanca (Cile)
Salamanca è un comune del Cile della provincia di Choapa nella Regione di Coquimbo. Al censimento del 2002 possedeva una popolazione di 24.494 abitanti.

## Società

### Evoluzione demografica
| Censimento del 1992 | Censimento del 2002 |
| 23.126 ab.          | 24.494 ab.          |